# Лампрехтсофен
Лампрехтсофен (нем. Lamprechtsofen) — пещера в австрийской земле Зальцбург. Протяжённая пещерная система с несколькими входами является пятой в мире по глубине (−1735 м), и позволяет сделать самый глубокий в мире сквозной траверс.

## Описание
Пещера расположена на хребте Леогангские горы в Северных Известняковых Альпах. Её основной вход — это пещера-источник у подножия хребта, расположенная на высоте 664 м н.у.м.. Пещера была известна очень давно. Происхождение названия можно понять из местной легенды:
Много веков назад рыцарь Лампрехт вернулся из крестового похода с сокровищами. Когда он умер, сокровища унаследовали две его дочери, но одна из них оказалась жадной, украла долю сестры и спрятала в Пещере Лампрехта.
Начиная со средних веков многие пытались отыскать мифические сокровища. Это занятие приобрело угрожающий размах и в 1701 году вход в пещеру попытались замуровать. Впрочем, без особого успеха, поскольку несколько раз в год, во время снеготаяния или сильных ливней, в пещере случаются сильнейшие паводки, и из входа вырывается бушующая река.
Первые 600 м пещеры являются экскурсионным маршрутом.

## История исследований
Первые методичные исследования пещеры начались в начале XX века. В 1905 году в пещере были найдены несколько скелетов, вероятно, охотников за сокровищами. И в том же 1905 году 600 метров привходовой части пещеры были открыты для посетителей. В 1979 году после серии исследовательских экспедиций, совершив ряд восхождений вверх по подземной реке, польские спелеологи преодолели километровый рубеж амплитуды (+1022 м). В 1990 году вертикальная пещера N-132 была соединена поляками с пещерой Лампрехтсофен, что дало самый глубокий в мире пещерный траверс (1484 м). 10 августа 1995 года пещера Вогельшахт (Vogelschacht) соединилась с Лампрехтсофеном, и пещера стала второй в мире по глубине (1532 м). Наконец, 18 августа 1998 года, после соединения с пещерой PL-2, вход которой оказался выше остальных (2285 м над у.м.), пещера Лампрехтсофен стала глубочайшей в мире (1632 м). Этот успех стал результатом 30 экспедиций польских спелеологов на карстовый массив в течение 24 лет.
Рекорд мира продержался за Лампрехтсофеном лишь до июня 2001 года, когда на первое место выбралась пещера Крубера-Воронья, на Кавказе. Позднее было также объявлено о достижении французской пещерой Мирольда глубины 1733 м, но, по всей видимости, это было ошибкой топосъёмки, и сегодня глубина Мирольды зафиксирована на отметке 1626 м. Тем не менее, на 3-е место Лампрехтсофен был отодвинут в 2007 году кавказской пещерой Снежной (1753 м), а впоследствии, и на 4-е место в 2011 году пещерой Сарма (1760 м) на массиве Арабика.
14 августа 2018 года польской экспедиции под руководством Андрея Чишевски удалось объединить выше положенную пещеру CL-3 с пещерой Лампрехтсофен, в результате чего, амплитуда увеличилась до 1735 метров.

## Интересные факты
- Основная часть пещеры исследована не как остальные глубокие пещеры сверху вниз, а восхождением снизу вверх[4].
- В 1998 году, через несколько дней после того как пещера стала глубочайшей в мире, группа из 14 туристов, включая 7 детей, во время экскурсии были заперты в пещере неожиданным паводком, и провели 11 часов в ожидании, пока спадёт вода[3].
- В пещере на подземной реке построена небольшая дамба для мини-электростанции, генерирующей электричество для экскурсионных нужд[3].